# Ernest Fanelli
Ernest Fanelli (París, 29 de juny de 1860 – ídem, 24 de novembre de 1917), fou un compositor francès d'origen italià. Fou conegut majorment per haver originat una controvèrsia sobre els orígens de la música impressionista.
Estudià en el Conservatori de la seva ciutat natal, però després arrossegà una penosa i miserable existència, havent de desenvolupar els més baixos oficis musicals per a poder subsistir. Ja tenia 51 anys quan un dia (febrer o març de 1912) es presentà a Gabriel Pierné, director dels concerts Colonne, i li sol·licità que li proporcionés alguna còpia d'orquestra. L'il·lustre músic li demanà una mostra de la seva escriptura, i Fanelli li entregà una voluminosa partitura. En obrir-la a l'atzar, Pierné es va interessar vivament en la lectura d'un passatge, i preguntà llavors al sol·licitant de què es tractava. Fanelli contestà modestament que era una peça que ell havia compost feia quasi trenta anys. Pierné pregà al visitant que li deixés la partitura i en llegir-la detingudament restà sorprès, ja que en aquesta es contenien tots els principis i tots els procediments de la música moderna, cas meravellós d'intuïció artística, perquè el 1882, en què fou escrita aquella obra, Wagner era molt poc conegut, els russos encara no havien sortit del seu país i Debussy encara tardà divuit anys a afirmar la seva personalitat.
Commogut, Pierné li proposà immediatament l'execució dels Tableaux symphoniques, que així es titulava l'obra de Fanelli, i s'estrenaren el 12 de març de 1912 per l'orquestra Colonne. Fanelli passà d'un salt de la foscor i la misèria a la celebritat, i després foren executades altres obres seves, compostes posteriorment, que confirmaren el seu geni musical.
Els Tableaux symphoniques donaren la volta al món, i també es deuen a l'autor: Impressions pastorales; quatre Humoresques per a orquestra; L'effroi du soleil, escena lírica; Suite Rabelaisienne, per a quartet d'arc i piano.
Descoratjat per les privacions i la injustícia dels seus coetanis, Fanelli deixà d'escriure el 1893.